# Landtagswahl in Tirol 1953
- SPÖ: 9
- ÖVP: 23
- VDU: 4

Die Landtagswahl in Tirol 1953 fand am 25. Oktober 1953 statt. Dabei konnte die Österreichische Volkspartei (ÖVP) leichte Gewinne erzielen und die absolute Stimmen- und Mandatsmehrheit halten, verlor jedoch ein Mandat an die Sozialistische Partei Österreichs (SPÖ), die als Gewinner aus der Landtagswahl hervorging. Die Wahlpartei der Unabhängigen (WdU) erlitt starke Verluste, konnte jedoch ihren Mandatsstand halten, während die Kommunistische Partei Österreichs (KPÖ) wie bereits in den vorangegangenen Wahlen den Einzug in den Landtag verfehlte.
1953 waren 256.497 Menschen bei der Landtagswahl stimmberechtigt, wobei dies eine Steigerung der Wahlberechtigten um 18.585 Personen bedeutete. Auch die Wahlbeteiligung war hingegen gegenüber 1949 leicht von 96,57 % auf 93,93 % gefallen.

## Gesamtergebnis
|                                         | Ergebnisse 1953  | Ergebnisse 1953  | Ergebnisse 1953  | Ergebnisse 1949 | Ergebnisse 1949 | Ergebnisse 1949 | Differenzen | Differenzen | Differenzen |  |
| --------------------------------------- | ---------------- | ---------------- | ---------------- | --------------- | --------------- | --------------- | ----------- | ----------- | ----------- |  |
| Wahlberechtigte                         | 256.497          | 256.497          | 256.497          | 237.912         | 237.912         | 237.912         | + 18.585    | + 18.585    | + 18.585    |  |
| Wahlbeteiligung                         | 93,93 %          | 93,93 %          | 93,93 %          | 96,57 %         | 96,57 %         | 96,57 %         | - 2,64 %    | - 2,64 %    | - 2,64 %    |  |
|                                         | Stimmen          | %                | Mand.            | Stimmen         | %               | Mand.           | Stimmen     | %           | Mand.       |  |
| Abgegebene Stimmen                      | 240.928          |                  |                  | 229.756         |                 |                 | + 11.172    |             |             |  |
| Ungültig                                | 8.452            | 3,51 %           |                  | 5.306           | 2,31 %          |                 | + 3.146     | + 1,20 %    |             |  |
| Gültig                                  | 232.476          | 96,49 %          |                  | 224.450         | 97,69 %         |                 | + 8.026     | - 1,20 %    |             |  |
| Partei                                  |                  |                  |                  |                 |                 |                 |             |             |             |  |
| Österreichische Volkspartei (ÖVP)       | 134.169          | 57,71 %          | 23               | 126.510         | 56,36 %         | 24              | + 7.659     | + 1,35 %    | - 1         |  |
| Sozialistische Partei Österreichs (SPÖ) | 63.628           | 27,37 %          | 9                | 53.801          | 23,97 %         | 8               | + 9.827     | + 3,40 %    | + 1         |  |
| Wahlpartei der Unabhängigen (WdU)       | 30.972           | 13,32 %          | 4                | 39.092          | 17,42 %         | 4               | - 8.120     | - 4,10 %    | ± 0         |  |
| Kommunistische Partei Österreichs (KPÖ) | 3.707            | 1,59 %           | 0                | 3.667           | 1,63 %          | 0               | + 40        | - 0,04 %    | ± 0         |  |
| Vierte Partei (4.P.)                    | nicht kandidiert | nicht kandidiert | nicht kandidiert | 1.380           | 0,61 %          | 0               | - 1.380     | - 0,61 %    | ± 0         |  |
| Gesamt                                  | 232.476          | 100,00 %         | 36               | 224.450         | 100,00 %        | 36              | + 8.026     |             |             |  |